# Unidad de conexión RDSI
quien se llama guillem és un pro y los demás no
| Posición RJ-45 | Pin IAR        | Pin NTBA |
| -------------- | -------------- | -------- |
| 1              | Sin componente |          |
| 2              | Sin componente |          |
| 3              | 2a             | a2       |
| 4              | 1a             | a1       |
| 5              | 1b             | b1       |
| 6              | 2b             | b2       |
| 7              | Sin componente |          |
| 8              | Sin componente |          |

Existen clavijas IAE, en las cuales para la terminación de buses S0 se requieren 100 Ω. de resistencia de conexión. En montajes adicionales de resistencia de conexión, se colocarán resistencias entre los pines 1a y 1b, y a su vez entre los pines 2a y 2b.